# Carl-Frederik Bévort
Carl-Frederik Bévort (Copenaghen, 24 novembre 2003) è un pistard e ciclista su strada danese che corre per l'Uno-X Mobility. Nel 2021 ha vinto il titolo europeo e nel 2023 e nel 2024 quello mondiale nell'inseguimento a squadre.

## Palmarès

### Pista
- 2021

Campionati europei, Inseguimento a squadre con Tobias Hansen, Rasmus Pedersen e Matias Malmberg)
- 2022

Campionati danesi, Chilometro a cronometro
Campionati danesi, Inseguimento individuale
- 2023

Coppa delle Nazioni Inseguimento a squadre (Jakarta, con Tobias Hansen, Rasmus Pedersen e Robin Skivild)
Coppa delle Nazioni Inseguimento a squadre (Il Cairo, con Tobias Hansen, Rasmus Pedersen e Robin Skivild)
Campionati mondiali, Inseguimento a squadre (con Niklas Larsen, Frederik Madsen, Rasmus Pedersen e Lasse Norman Leth)
- 2024

Campionati mondiali, Inseguimento a squadre (con Niklas Larsen, Frederik Madsen, Rasmus Pedersen e Tobias Hansen)

### Strada
- 2021 (Juniores)

Campionati danesi, Prova a cronometro Junior
Campionati danesi, Prova in linea Junior
- 2023 (Uno-X Dare Development Team, una vittoria)

Fyen Rundt
Campionati danesi, Prova a cronometro Under-23

#### Altri successi
- 2023 (Uno-X Dare Development Team)

3ª tappa Tour de l'Avenir (Issoudun > Vatan, cronosquadre)

## Piazzamenti

### Competizioni mondiali
- Campionati del mondo su pista

Roubaix 2021 - Inseguimento a squadre: 4º
St. Quentin-en-Yv. 2022 - Inseg. a squadre: 3º
Glasgow 2023 - Inseguimento a squadre: vincitore
Ballerup 2024 - Inseguimento a squadre: vincitore
Ballerup 2024 - Inseguimento individuale: 7°
- Campionati del mondo su strada

Fiandre 2021 - Cronometro Junior: 4º
Fiandre 2021 - In linea Junior: 31º
Wollongong 2022 - Cronometro Under-23: 6º
Wollongong 2022 - In linea Under-23: ritirato
Glasgow 2023 - Cronometro Under-23: 13º
Glasgow 2023 - In linea Under-23: 79º
- Giochi olimpici

Parigi 2024 - Inseguimento a squadre: 4°

### Competizioni europee
- Campionati europei

Drenthe 2023 - Cronometro Under-23: 2º
Drenthe 2023 - In linea Under-23: 42º
- Campionati europei su pista

Fiorenzuola d'Arda 2020 - Inseguimento a squadre Junior: 4º
Fiorenzuola d'Arda 2020 - Chilometro a cronometro Junior: 5º
Fiorenzuola d'Arda 2020 - Inseguimento individuale Junior: 2º
Fiorenzuola d'Arda 2020 - Omnium Junior: 4º
Grenchen 2021 - Inseguimento a squadre: vincitore
Grenchen 2021 - Corsa a punti: ritirato
Monaco di Baviera 2022 - Inseguimento a squadre: 2º
Grenchen 2023 - Inseguimento a squadre: 4°
Grenchen 2023 - Scratch: 9°
Apeldoorn 2024 - Inseguimento a squadre: 2º
Apeldoorn 2024 - Inseguimento individuale: 5º